# كوماك
كوماك هي أختصار: مؤسسة الطائرات التجارية الصينية المحدودة، (بالإنجليزية: Commercial Aircraft Corporation of China, Ltd)، الصينية المبسطة : 中国商用飞机有限责任公司؛ الصينية التقليدية : 中国商用飞机有限责任公司؛ وهي شركة صينية مملوكة للدولة، تعمل في مجال الصناعات الفضائية والطيران، أنشئت في 11 مايو 2008م، بحي بودونچ في شنغهاي، الصين. ويبلغ رأس مال الشركة المسجل 19 مليار يوان (2.7 مليار دولار أمريكي اعتبارًا من مايو 2008م). تُعد الشركة مُصممة ومُصنعة لطائرات الركاب الكبيرة التي تتسع لأكثر من 150 راكبًا.
أول طائرة تسوقها كوماك هي الطائرة الإقليمية كوميك ARJ21، التي طورتها شركة صناعة الطيران الصينية الأولى (AVIC I). تبع ذلك تصميم وبناء طائرة الركاب النفاثة الإقليمية كوماك C919 (بالإنجليزية: Comac C919) التجارية ضيقة البدن للمسافات القصيرة والمتوسطة تتسع لما يصل إلى 168 راكبًا، للحد من اعتماد الصين على بوينچ وإيرباص. قامت برحلتها الأولى في عام 2017م، ودخلت الخدمة التجارية في مارس 2023م.

## تاريخ
تأسست مؤسسة الطائرات التجارية الصينية (كوماك) في 11 مايو 2008م في شنغهاي. وشارك في تأسيسها كلٌ من شركة صناعة الطيران الصينية (AVIC)، وشركة الألومنيوم الصينية، ومجموعة باوو للصلب، ومجموعة سينوكيم، وشركة شنغهاي غوشنغ المحدودة، وهيئة الإشراف على الأصول المملوكة للدولة وإدارتها.

### العقوبات الأمريكية
في يناير 2021م، صنّفت حكومة الولايات المتحدة شركة كوماك كشركة «مملوكة أو خاضعة لسيطرة» جيش التحرير الشعبي الصيني، وبالتالي مُنعت أي شركة أو فرد أمريكي من الاستثمار فيها. في يناير 2025م، أُضيفت كوماك إلى قائمة وزارة الدفاع الأمريكية للشركات التي يُزعم أنها تعمل مع جيش التحرير الشعبي الصيني. في مايو 2025م، شدّدت الولايات المتحدة ضوابط التصدير على بعض القطع التي شُحنت سابقًا إلى كوماك.

## المنتجات

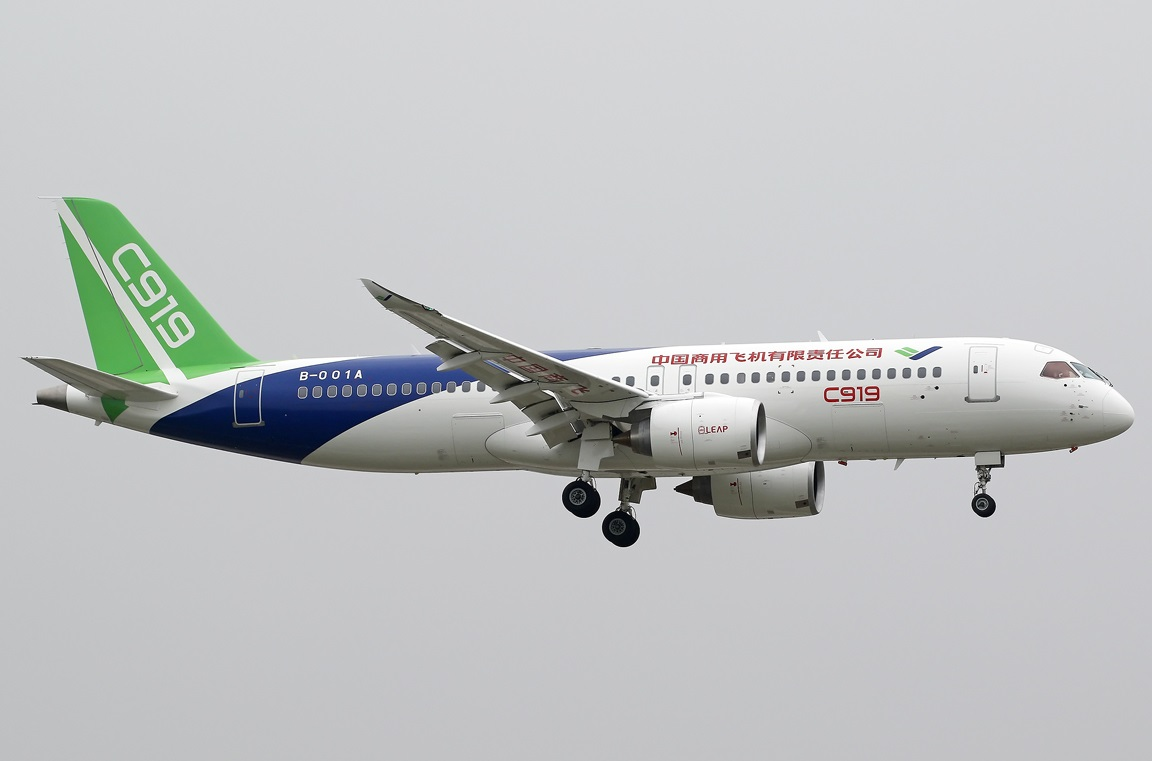
كوماك C919.

بالنسبة لجميع الطرازات التي تبدأ بـ 919، اتخذ نظام تسمية كوماك للطائرات التجارية شكل 9X9. [بحاجة لمصدر] في نوفمبر 2024م، أعادت كوماك تسمية ARJ21 باسم C909 لتتناسب مع تنسيق الطرازات الأخرى.

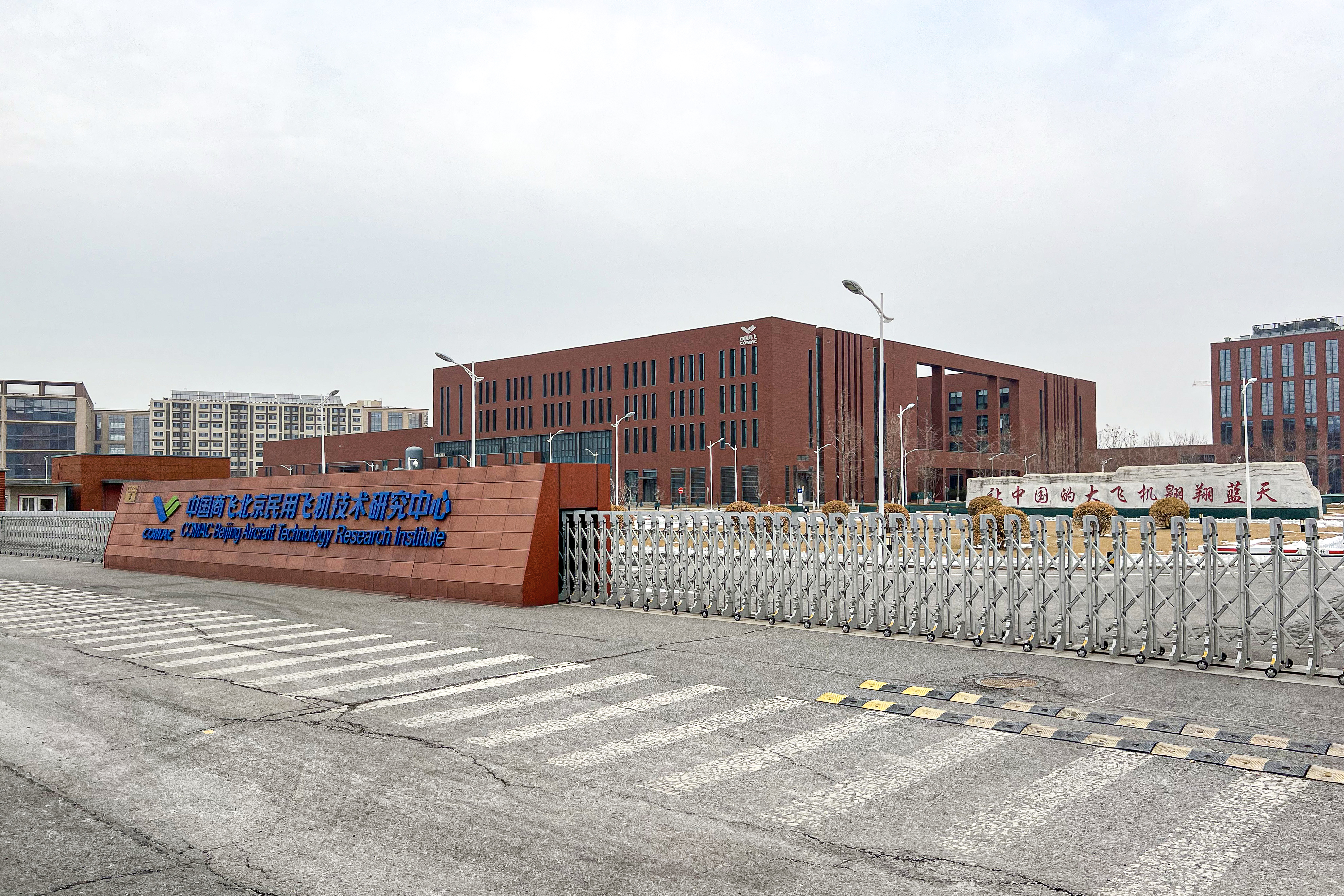
معهد كوماك لأبحاث تكنولوجيا الطائرات ببكين.

| الطائرة | الوصف                                   | السِعة (راكب) | أول طيران (م)  | مرجع          |
| ------- | --------------------------------------- | ------------ | -------------- | ------------- |
| C909    | محركان، ممر واحد، مدى قصير              | 70−105       | 28 نوفمبر 2008 |               |
| C919    | محركان، ممر واحد، مدى قصير إلى متوسط    | 150−190      | 5 مايو 2017    | [ 10 ]        |
| C929    | محركان، ممران، مدى طويل                 | 250−290      | 2030 (مؤجل)    | [ 11 ]        |
| C939    | محركان، ممران، مدى طويل إلى طويل للغاية | 400          |                | [ 12 ] [ 13 ] |
| C949    | محركان، ممر واحد، أسرع من الصوت         |              |                | [ 14 ]        |

###### الطلبات والتسليمات
اعتبارًا من مارس 2025م
| الطائرة  | طلبات | خيارات | تسليمات | متأخرات |
| -------- | ----- | ------ | ------- | ------- |
| C909     | 312   | 35     | 169     | 154     |
| C919     | 1,005 | 120    | 16      | 989     |
| C929     |       |        |         |         |
| C939     |       |        |         |         |
| C949     |       |        |         |         |
| الإجمالي | 1,317 | 155    | 185     | 1,143   |

## التعاون

### بومباردييه إيروسبيس
في 24 مارس 2011م، وقّعت شركة كوماك والشركة الكندية بومباردييه اتفاقية لتعاون استراتيجي طويل الأمد في مجال الطائرات التجارية.
في مايو 2017م، بدأت بومباردييه وكوماك محادثات حول استثمار في أعمال طائرات الركاب التابعة لبومباردييه.

### بوينچ
في 23 سبتمبر 2015، أعلنت شركة بوينچ عن خططها لبناء مصنع لإكمال وتشطيب طائرات بوينچ 737 في الصين. سيتم استخدام المنشأة لطلاء الواجهات الخارجية وتركيب التصميمات الداخلية لهياكل الطائرات المصنعة في الولايات المتحدة. سيقع مصنع المشروع المشترك في تشوشان، مقاطعة تشجيانغ.

### راين إير
في يونيو 2011م، وقعت شركة كوماك وشركة رايان إير للطيران منخفض التكلفة الأيرلندية اتفاقية للتعاون في تطوير طائرة C919، وهي طائرة تجارية ضيقة البدن تتسع لـ 200 مقعد والتي ستنافس طائرات بوينچ 737 وإيرباص A320.

### شركة الطائرات المتحدة
تأسست مؤسسة الطائرات التجارية الصينية الروسية الدولية المحدودة (CRAIC)، وهي مشروع مشترك استثمرته مؤسسة كوماك وشركة الطائرات المتحدة الروسية (UAC)، في شنغهاي في 22 مايو 2017م. كان من المقرر إجراء البحث والتطوير للطائرة الجديدة في موسكو، على أن يتم تجميع الطائرات في شنغهاي.[1] لاحقًا، تم إلغاء الشراكة، وبحلول نوفمبر 2023م، أعلنت كوماك أنها ستطور طراز الطائرة (الذي أعيدت تسميته لاحقًا باسم C929) بمفردها.

## أنظر أيضًا
- قائمة الطائرات المدنية
- قائمة طائرات الصين الحربية